# Francisco Berges
Francisco Berges, también como Berjes, Berxés, Verges, Verjés, (Mediana de Aragón, ca. 1668 - Huesca, 1702) fue un compositor y maestro de capilla español.

## Vida
En 1676 Berges es admitido en el coro de infantes de La Seo, la catedral de Zaragoza. En 1679 parece que había pasado una enfermedad de importancia, ya que las actas afirman que «el infantillo de Mediana, Francisco Berges, pide ayuda para pagar las medicinas de la enfermedad que ha tenido, y se le da por lo bien que sirve el muchacho». El texto ya indica el aprecio que se le tenía en el cabildo, confirmado porque en que 1682 se le concedieron 100 reales en premio por su buen trabajo como cantor. En 1683 se le concedió un aumento del salario.
El 7 de abril de 1690 se le concedió el permiso para partir hacia Jerez de la Frontera como maestro de capilla de la colegiata.

[...] leyóse un memorial de Francisco Berges, infante, en que pide licencia para ir a ser de capilla de Jerez, y se resolvió dársela y que se le pague lo que se le debe.
Actas capitulares de El Pilar, 7 de abril de 1690

El cabildo metropolitano de Huesca había tenido su último maestro de capilla, Juan Baraza, en 1686, que dejó el cargo tras conseguir un beneficio en la iglesia de San Lorenzo, en la misma ciudad. De debido a falta de dinero, no se discutió tener otro maestro de capilla hasta 1693, cuando el 14 de diciembre se trató de ofrecer el cargo al maestro de la Catedral de Jaca. El intento fracasó debido a que algunos músicos de la Catedral, incluido el organista Francisco Ximénez y el infante Jusepe Baylo, sabotearon el propósito. Tras despedir a los culpables, en enero de 1694 se decidió que el deán coadjuntor escribiera a Francisco Berges, entonces maestro de capilla de Jeréz de la Frontera. El 16 de marzo de 1694, «nemine discrepante», Francisco Berges tomó el cargo de maestro de capilla de la catedral de Huesca, a la vez que se readmitía al organista Francisco Ximénez:

[...] volver a mosen Franciso Ximénez con todos los honores y reintegrarle en todo como su no hubiese pasado cosa alguna y esto en consideración de haberlo reconocido inocente en lo que se le imputaba.
Actas capitulares de la Catedral de Huesca, 16 de marzo de 1694

Permaneció en Huesca hasta su fallecimiento entre mayo y junio de 1702. El cabildo mostró su aprecio por las virtudes y buenos servicios de Berges amparando a su madre y hermana de pocos años con tres cahíces de trigo de limosna.